# Танат (Абайская область)
Танат (каз. Танат) — село в Жанасемейском районе Абайской области Казахстана. Административный центр Танатского сельского округа. Код КАТО — 632861100.

## Население
В 1999 году население села составляло 123 человека (63 мужчины и 60 женщин). По данным переписи 2009 года, в селе проживало 155 человек (73 мужчины и 82 женщины).